# 陈少洪
陈少洪，中华人民共和国政治人物、全国脱贫攻坚先进个人。

## 生平
陈少洪任新疆维吾尔自治区喀什市公安局副局长（挂职），深圳市公安局罗湖分局正科级警官。因在脱贫攻坚战中作出突出贡献，2021年2月25日全国脱贫攻坚总结表彰大会上，陈少洪被授予“全国脱贫攻坚先进个人”。